# Chelonus abnormalis
Chelonus abnormalis är en stekelart som beskrevs av Mccomb 1968. Chelonus abnormalis ingår i släktet Chelonus och familjen bracksteklar. Inga underarter finns listade i Catalogue of Life.